# Костел Святої Катерини (Вільнюс)
Костел Святої Катерини (костел бенедиктинок, костел Котріни, лит. Šventos Kotrynos bažnyčia пол. kościół Śwętej Katarzyny) — римо-католицький костел, головна будівля ансамблю монастиря бенедиктинок, видатна пам'ятка архітектури віленського бароко. Ансамбль костелу Святої Катерини і монастиря бенедиктинок включений до Реєстру культурних цінностей Литви, код 643, охороняється державою як об'єкт національного значення. Розташовується у Старому місті на вулиці Вільняус 30 (Vilniaus g. 30).

## Історія

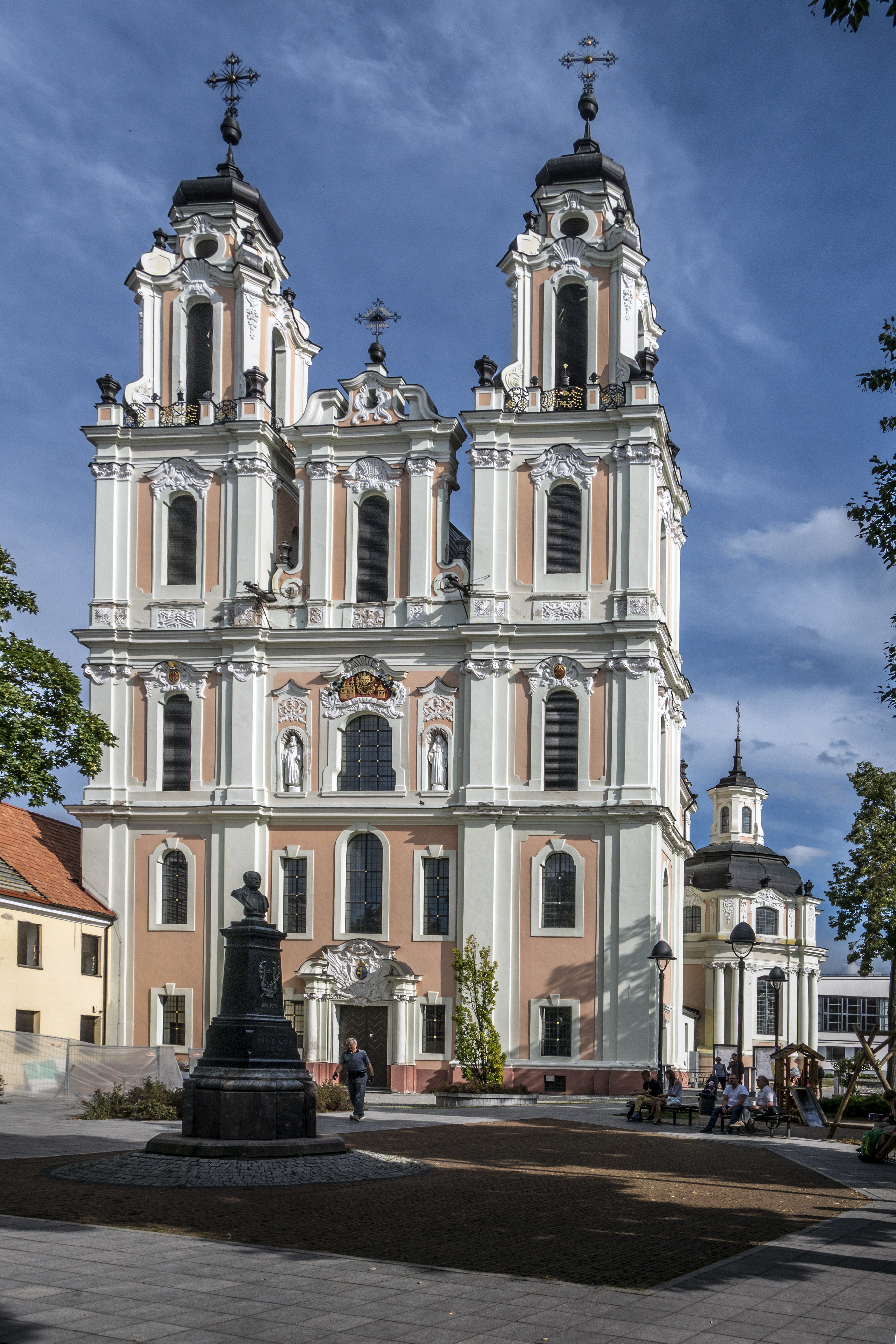
Головний фасад

Ансамбль бенедиктинського монастиря формувався в XVII—XIX століттях на значній ділянці між вулицями Бенедиктиню (Benediktinių g.), Шв. Ігното (Šv. Ignoto g.) і Вільняус (Vilniaus g.), межуючи на південному сході з територією домініканського монастиря. В 1620-х роках з Несвіжа у Вільнюс прибули черниці-бенедиктинки. Спочатку була збудована дерев'яна церква (освячена в 1632) і монастир, що поступово розширювався.
Кам'яна церква постала у 1650. Храм і монастир значно постраждали під час нашестя московських військ і українських козаків у 1655. Відновлювальні роботи затягнулися аж до 1703, коли костел був заново освячений на честь святої Катерини. До східної сторони був прибудований пресбітерій з апсидою.
Монастир і храм значно постраждали під час спустошливої пожежі 1737. Реконструкцією в 1741—1773 керував Йоганн Крістоф Глаубіц. Завдяки йому костел набув сучасного вигляду. Згодом декоруванням храму займався майстер Ян Гедель. У 1759 для вівтаря було придбано кілька картин відомого художника Симона Чеховича. У 1760-х остаточно сформувався інтер'єр храму — шедевр пізнього бароко (незначні ремонти проходили ще в XIX столітті). Розквіт монастиря припадає на кінець XVII — початок XVIII століття. У 1686 і 1691 до монастиря вступили доньки магната Яна Фелікса Паца Сибілла Магдалена і Анна, зробивши значні внески. Ян Фелікс Пац у заповіті 1700 заповідав монастирю великий маєток. 
Монастир підтримував книговидання. Бібліотека монастиря була однією з найбільших в конгрегації; книги збереглися і знаходяться у Литовській національній бібліотеці імені Мартінаса Мажвідаса.

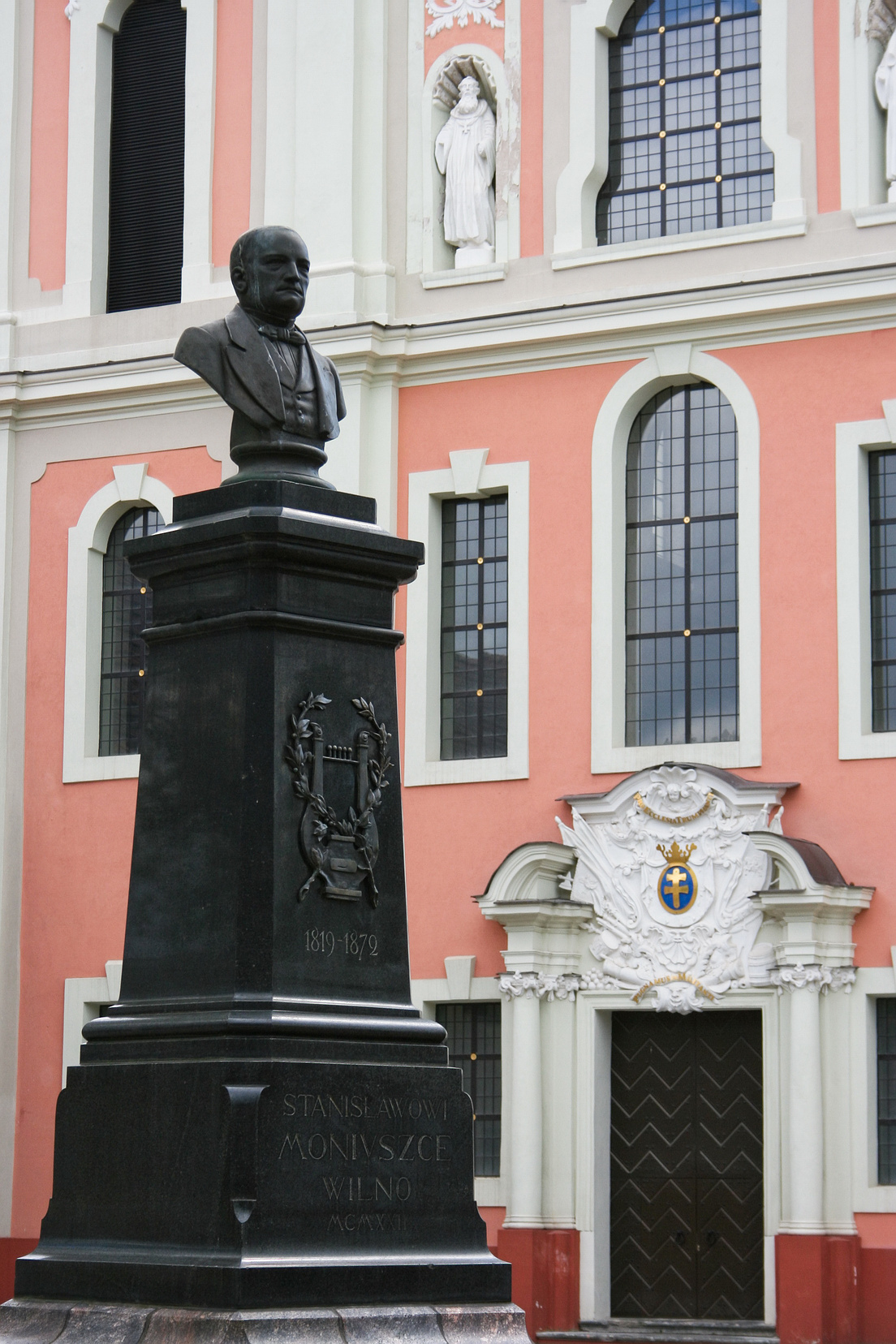
Портал. Пам'ятник Станіславу Монюшку

Костел постраждав під час французько-російської війни у 1812; у пограбованому французами храмі був влаштований аптечний склад. У 1922 у сквері перед костелом був відкритий пам'ятник композитору Станіславу Монюшку (бюст скульптора Болеслава Балзукевича на постаменті, що залишився від пам'ятника Олександру Пушкіну після евакуації бюста російського поета з Вільно в 1915).

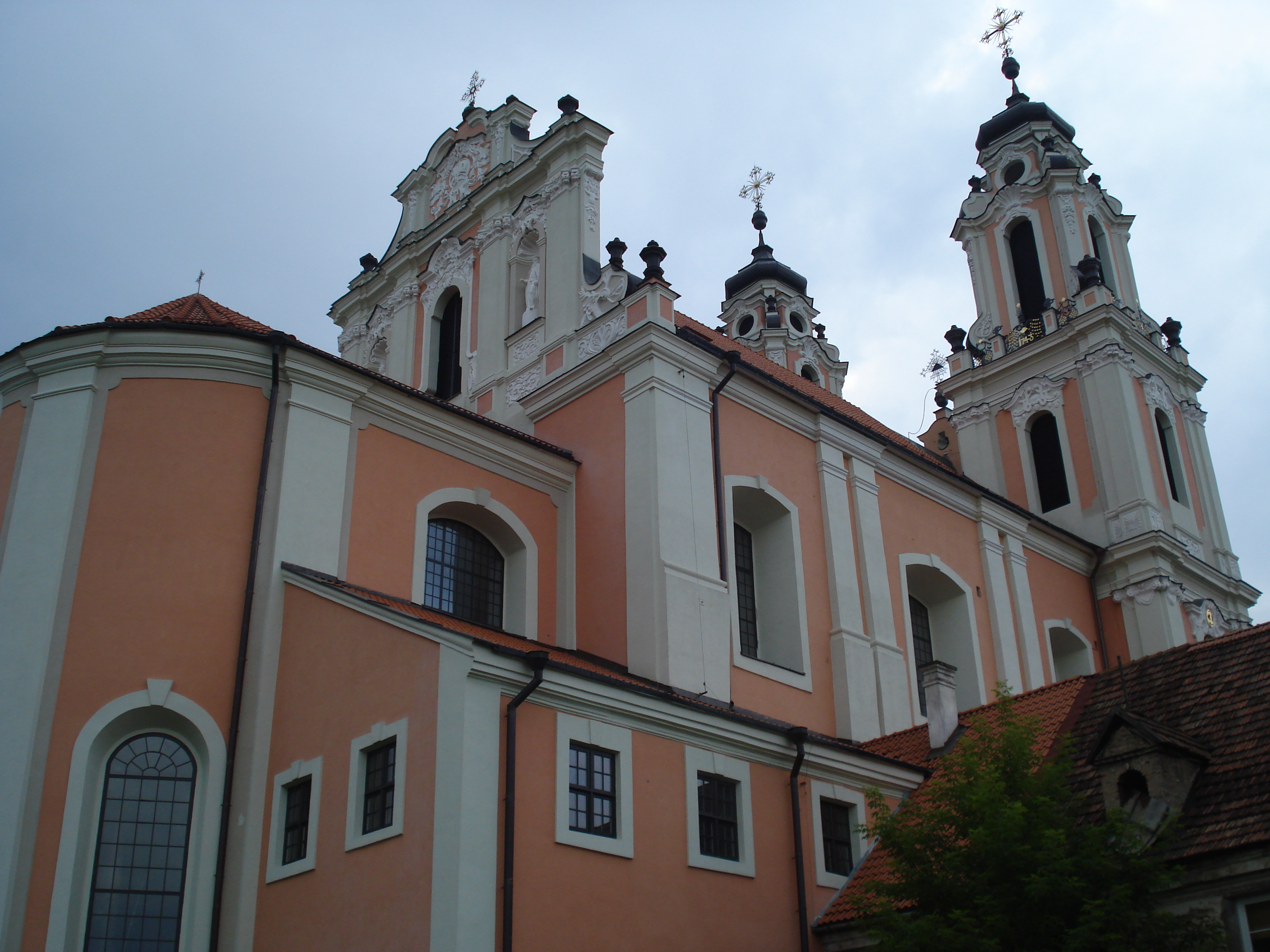
Бічний фасад і апсида

Храм дуже постраждав під час Другої світової війни. За радянських часів монастир був скасований владою в 1946 (частина черниць виїхала в Польщу); костел був закритий. У приміщенні, переданому Вільнюському художньому музею, розташовувався склад. У будівлях колишнього монастиря були розміщені різні установи та житлові квартири. Після зміни державного ладу храм у 1990 в порядку реституції переданий у відання курії Вільнюської архієпископії.
У 1966 костел і монастир відвідав російський поет Йосип Бродський, який жив неподалік на вулиці Леїклос.

Поряд з вулицею стоять два костели, вони не належать до числа знаменитих, але все-таки це справжнє вільнюськое бароко — провінційне, пізнє, привабливе. Ближче двохвежний білий костел Св. Катерини; трішки далі — круглий купол Домініканців, зісередни дивної і начебто неправильної форми — «вушна раковина Бога» із останнього вірша циклу.

Про костел йде мова у другій частині циклу «Литовський дивертисмент» (1971) Бродського.
У 2003 Вільнюське самоврядування підписало договір з Вільнюським архієпископством, який передбачає проведення реставрації в недіючих молитовних будинках з подальшим їх використанням терміном на двадцять років для культурної діяльності. У реставрацію було інвестовано 6 мільйонів литів. Відреставрований храм, пристосований для концертної діяльності і проведення виставок, знову відкрився у травні 2006. Адміністрування культурної діяльності доручено розташованому в будівлі навпроти Вільнюському дому вчителів. Координацію культурних програм здійснюють керівники художніх колективів самоврядування — хор хлопчиків «Ажуолюкас» („Ąžuoliukas“), хор «Молода музика» („Jauna muzika“) і камерний оркестр Святого Христофора (Šv. Kristoforo kamerinis orkestras) під керівництвом Донатаса Каткуса.

## Архітектура

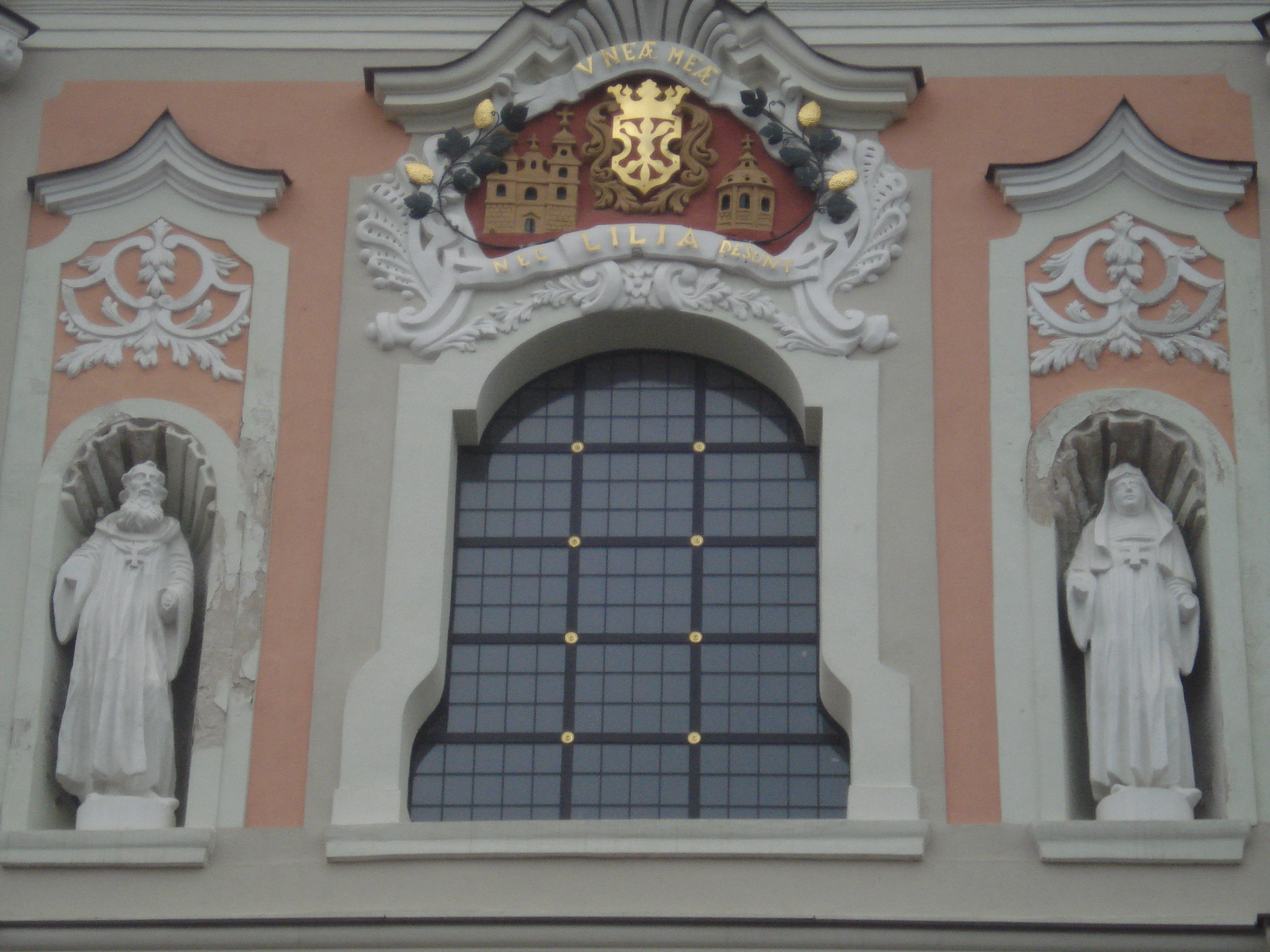
Статуї святого Бенедикта і святої Катерини

Костел презентує стиль пізнього бароко з декором у стилі рококо. При реконструкції за проектом Глаубіца було надбудовано дві красиві чотириярусні вежі головного фасаду у стилі рококо. Між ними над фасадом побудований новий фронтон. Відсутність декоративних елементів на нижньому ярусі зосереджує увагу на рясно декорованому порталі, обрамленому пілястрами і колонами, прикрашеному рельєфним картушем з гербами і орнаментами. Капітелі пілястрів другого ярусу іонічного ордера, вікна і ніші орнаментовані. Третій ярус несуттєво відрізняється від другого. Досить високий фронтон між вежами робить непомітним відокремленість веж від корпусу нави. Четвертий ярус помітно звужується. Але це звуження згладжується ажурними гратами, декоративними вазами, кутовими пілястрами. В пишне сплетіння грат вписана цифра «1743». Висота п'ятого ярусу вдвічі менша від четвертого. Силуети веж завершуються шоломами цибулеподібної форми.
Композицію головного фасаду характеризує ритмічна рівновага вертикальних ліній пілястрів і горизонтальних ліній карнизів. По обидва боки вікна другого ярусу знаходяться ніші, у яких розміщені статуї святого Бенедикта і святої Катерини.
Витончений декоративний фронтон був зведений також над пресбітерієм. Вужчий і нижчий, ніж корпус нави, пресбітерій завершується напівкруглою апсидою. 

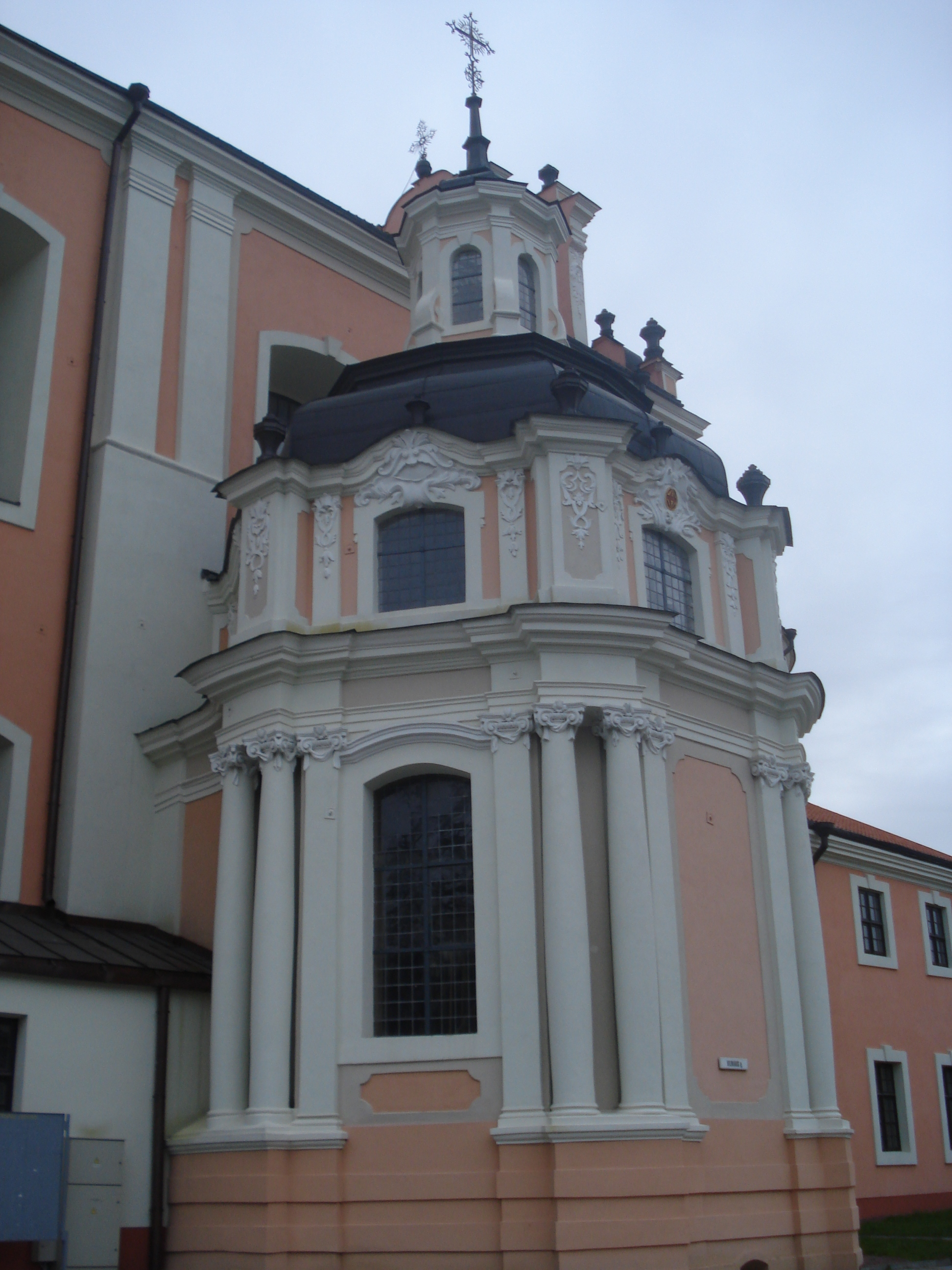
Каплиця

Висота нави — 20 м. Бічна нава була перетворена в коридор, і у плані церква стала однонефною й асиметричною. В інтер'єрі склепіння циліндричні з люнетами, дев'ять пишних вівтарів пізнього бароко і амвон.

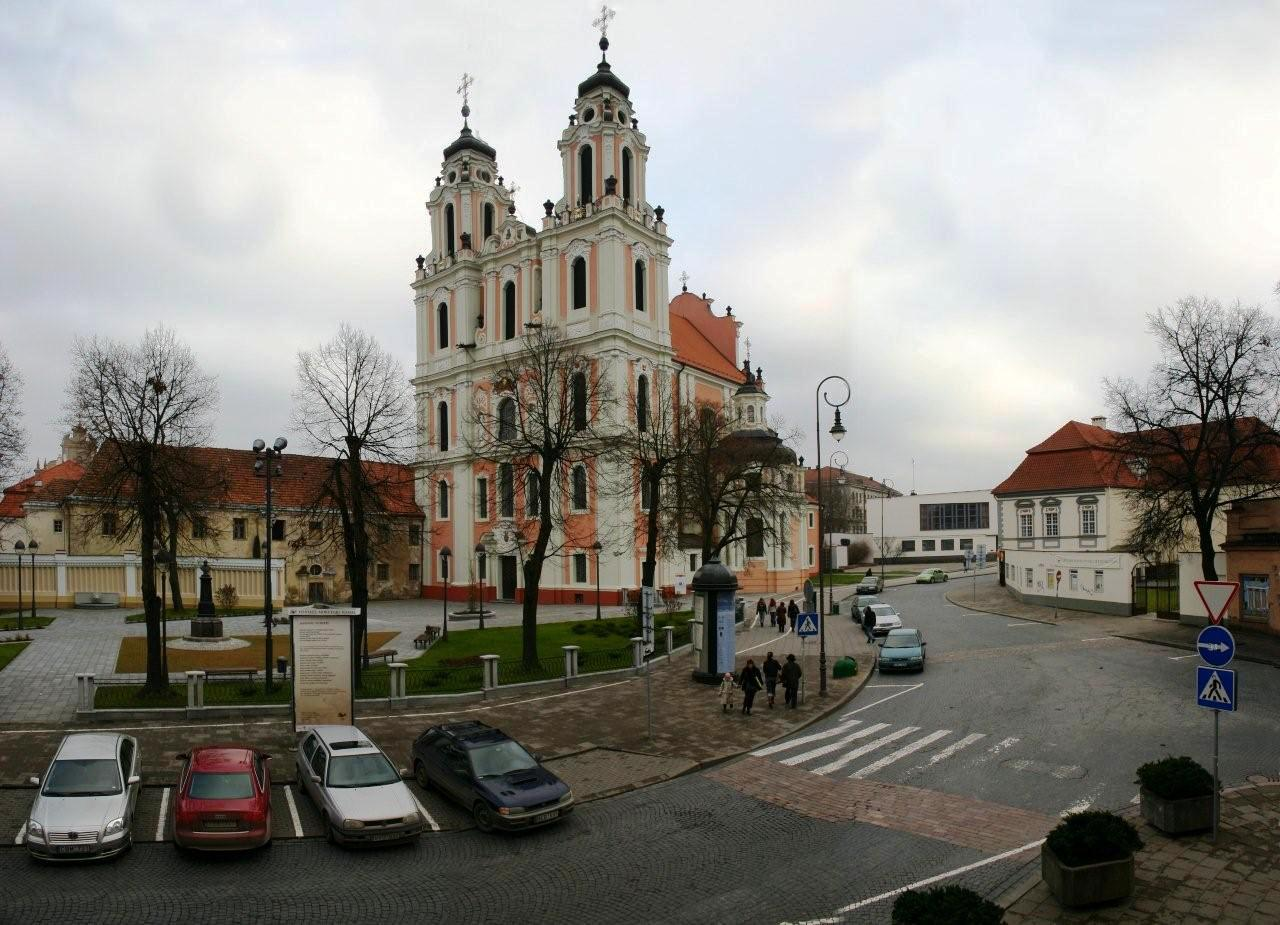
Костел у панорамі міста

Чотирикутна каплиця Промислу Господнього біля південного бічного фасаду прибудована на початку XVIII століття, перебудована в 1746 у шестистінну зовні і напівкруглу всередині. По кутах на високому цоколі стоять парні білі колони. Над карнизом підноситься барабан, над куполом з дванадцятикутним дахом — шестикутний ліхтар.
Прилеглі будівлі колишнього монастиря бенедиктинок (з житловими і господарськими приміщеннями, школою) збереглися з XVI—XIX століть. Вони відрізняються особливо складним планом декількох корпусів і дворів різної площі та конфігурації.